# Johannes Terwogt
Johannes Hester Lambertus Terwogt (Oude Wetering, Holanda del Sud, 18 de maig de 1878 – Amsterdam, 22 de gener de 1977) va ser un remer neerlandès que va competir cavall del segle xix i el segle xx.
El 1900 va prendre part en els Jocs Olímpics de París, on guanyà una medalla de plata en la prova de quatre amb timoner com a membre de l'equip Minerva Amsterdam.